# Erythroxylum novogranatense
Espèce
Erythroxylum novogranatense est une espèce de plantes à fleurs de la famille des Erythroxylaceae.
C'est un arbuste néotropical dont l'aire de répartition naturelle s'étend de la Colombie jusqu'au Nord-Ouest du Venezuela et du Pérou. Il pousse principalement dans le biome tropical humide.
On en extrait la cocaïne à partir des feuilles. Il est utilisé comme poison et comme médicament, a des usages environnementaux, sociaux et alimentaires.

## Étymologie
Novogranatense est dérivé du latin : « novo » (nouveau) et granatense (grenade). Il a été nommé par William Turner Thiselton-Dyer, le troisième directeur des Jardins botaniques royaux de Kew, parce que son pays d'origine était la Vice-royauté de la Nouvelle-Grenade coloniale espagnole, aujourd'hui la Colombie.

## Contenu en cocaïne
Dans une étude approfondie, la teneur en cocaïne des feuilles de E. coca var. coca, la teneur en coca de 30 échantillons variait entre 0,23 et 0,96 %, avec une moyenne de 0,63 %, tandis que la teneur en cocaïne de E. coca var. ipadu  avec six échantillons était inférieur : 0,11-0,41 %, avec une moyenne de 0,25 %. E. novogranatense var. novogranatense  sur trois échantillons contenait 0,55 à 0,93 % de cocaïne, avec une moyenne de 0,77 % et E. novogranatense var. truxillense sur 14 échantillons contenait entre 0,42 et 1,02%, avec une moyenne de 0,72%

## Écologie
Erythroxylum novogranatense est une variété des hautes terres utilisée dans les zones de plaine. Elle est cultivée dans les régions plus sèches d'Amérique du Sud, où elle nécessite une irrigation. Cependant, E. novogranatense s'adapte très bien aux différentes conditions écologiques et pousse bien dans les zones humides et sèches, ainsi qu'à basse et haute altitude. À Java en Indonésie, l'espèce E. novogranatense a été cultivée du niveau de la mer jusqu'à 1 000 m d'altitude, avec les meilleurs résultats entre 400 et 600 m.
Dans les études en environnement contrôlé, la température quotidienne moyenne optimale pour la croissance des feuilles de E. novogranatense var. novogranatense s'est avéré être d'environ 27 °C, alors que la croissance des feuilles était généralement plus élevée à des densités de flux de photons photosynthétiques (PPFD) de 250 ou 400 micromoles par mètre carré par seconde qu'à 155 micromoles par mètre carré par seconde. Les effets environnementaux sur la concentration de cocaïne dans les feuilles étaient plus faibles, de sorte que la production totale de cocaïne par plante était largement fonction de la masse des feuilles, les conditions environnementales stimulant la croissance des feuilles donnant des rendements de cocaïne plus élevés. Les deux espèces poussent sur des sols à faible pH, et une étude en serre a montré que le pH optimal pour l'accumulation de biomasse de E. novogranatense est compris entre 4,7 et 6,0.

## Propagation et plantation
Erythroxylum novogranatense var. novogranatense, E. novogranatense var. truxillense et E. coca var. Les « coca » doivent être reproduites par graines, car la multiplication végétative est difficile. Cependant, E. coca var. ipadu ne produit pas de graines et est produit par boutures de tiges. Il ne peut pas se reproduire sans intervention humaine. Cultiver E. novogranatense var. Novogranatense produit des graines abondantes et est facile à propager. La viabilité des graines diminue rapidement. Pourcentages de germination de E. coca et E. novogranatense ont diminué d'environ 95 % et 89 % directement après la récolte à 29 % et 0 %, respectivement, après 24 jours de stockage à 4 m. Les plants de coca sont généralement semés dans des pépinières ombragées et transplantés dans le champ lorsqu'ils ont environ un an et mesurent 20–25 cm. Sur le terrain, ils sont plantés à un espacement de 1–2 m. Le moment réel du repiquage et l'espacement des plants varient en fonction des facteurs climatiques et du fait que la coca soit plantée en intercalaire ou cultivée en culture unique.
Les producteurs de coca d'Amérique du Sud, lorsqu'ils récoltent leurs graines, les versent dans un récipient rempli d'eau ; les graines qui flottent sont jetées car non viables.

## Identification

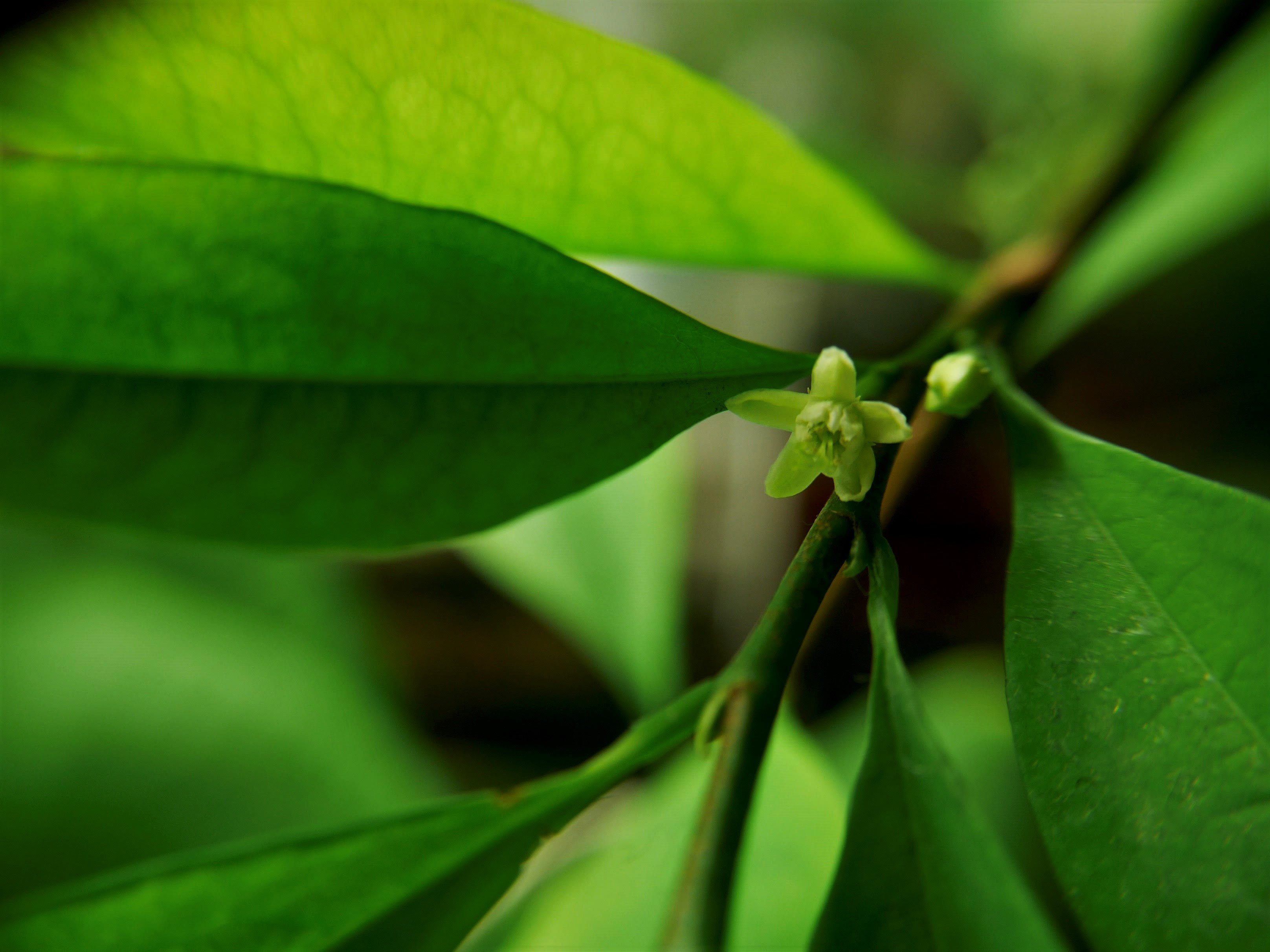
Erythroxylum novogranatense var. fleur truxillense

La différence physique fondamentale entre E. coca et E. novogranatense est que le E. coca (parfois appelée E. bolivianum) a des feuilles plus grandes, elliptiques, ovales et plus larges vers le milieu (large-elliptique) et de couleur vert plus foncé au-dessus. Le E. novogranatense a des feuilles plus petites et plus étroites, les plus larges près de l'apex (oblongues-obovales) et de couleur vert vif au-dessus. Pour identifier E. novogranatense var. novogranatense de E. novogranatense var. truxillense : Les feuilles de E. novogranatense var. truxillense ne possède pas de lignes parallèles de part et d'autre de la nervure centrale comme toutes les autres variétés.

## Récolte
La première récolte de coca a lieu un à trois ans après le repiquage. Sur l'île de Java (Indonésie), une première récolte peut être attendue dans l'année suivant le repiquage. Les feuilles doivent être rigides et facilement détachables pour être récoltées. Les feuilles peuvent être récoltées tous les 50 à 60 jours pendant la saison des pluies, mais lorsque le temps est plus sec, elles sont généralement récoltées tous les 3 à 4 mois. Les feuilles doivent être pincées et non arrachées.

## Liste des variétés
Selon GBIF (14 janvier 2024) :
- Erythroxylum novogranatense var. novogranatense
- Erythroxylum novogranatense var. truxillense (Rusby) Plowman

## Systématique
Le nom correct complet (avec auteur) de ce taxon est Erythroxylum novogranatense (Morris) Hieron..
Le basionyme de ce taxon est : Erythroxylum coca novogranatense Morris
Erythroxylum novogranatense a pour synonymes :
- Erythroxylum coca var. microphyllum (Morris) Hieron.
- Erythroxylum coca var. novogranatense Morris
- Erythroxylum coca var. tobagense O.E.Schulz, 1907
- Erythroxylum novogranatense var. tobagense O.E.Schulz